# Machaonia coulteri
Machaonia coulteri là một loài thực vật có hoa trong họ Thiến thảo. Loài này được (Hook.f.) Standl. mô tả khoa học đầu tiên năm 1919.